# Grote Prijs van Québec 2016
De zevende editie van de wielerwedstrijd Grote Prijs van Quebec werd gehouden op 9 september 2016. De wedstrijd maakte deel uit van de UCI World Tour 2016. Titelverdediger was de Colombiaan Rigoberto Urán. Deze editie werd gewonnen door de wereldkampioen Peter Sagan. Hij klopte in de sprint olympisch kampioen Greg Van Avermaet.

## Deelnemende ploegen
| 18 UCI World Tour-ploegen | 18 UCI World Tour-ploegen | 18 UCI World Tour-ploegen | 4 wildcards       |
| ------------------------- | ------------------------- | ------------------------- | ----------------- |
| AG2R La Mondiale          | FDJ                       | LottoNL-Jumbo             | Direct Énergie    |
| Astana                    | Giant-Alpecin             | Movistar                  | Bora-Argon 18     |
| BMC Racing Team           | IAM Cycling               | Orica-BikeExchange        | Canadese selectie |
| Cannondale                | Katjoesja                 | Team Sky                  |                   |
| Dimension Data            | Lampre-Merida             | Tinkoff                   |                   |
| Etixx-Quick Step          | Lotto Soudal              | Trek-Segafredo            |                   |
|                           |                           |                           |                   |
|                           |                           |                           |                   |

## Rituitslag
| Grote Prijs van Quebec 2016 |                   |                     |          |
| Plaats                      | Naam              | Ploeg               | Tijd     |
| Winnaar                     | Peter Sagan       | Tinkoff             | 5u07'13" |
| 2                           | Greg Van Avermaet | BMC Racing Team     | z.t.     |
| 3                           | Anthony Roux      | FDJ                 | z.t.     |
| 4                           | Alberto Bettiol   | Cannondale-Drapac   | + 1"     |
| 5                           | Michael Matthews  | Orica-BikeExchange  | z.t.     |
| 6                           | Nathan Haas       | Team Dimension Data | z.t.     |
| 7                           | Diego Ulissi      | Lampre-Merida       | z.t.     |
| 8                           | Bauke Mollema     | Trek-Segafredo      | z.t.     |
| 9                           | Petr Vakoč        | Etixx-Quick Step    | + 2"     |
| 10                          | Rigoberto Urán    | Cannondale-Drapac   | z.t.     |

2010 · 2011 · 2012 · 2013 · 2014 · 2015 · 2016 · 2017 · 2018 · 2019 · 2020-2021 · 2022 · 2023 · 2024
 Tour Down Under · 
 Parijs-Nice · 
 Tirreno-Adriatico · 
 Milaan-San Remo ·
 E3 Harelbeke ·
 Ronde van Catalonië ·
 Gent-Wevelgem ·
 Ronde van Vlaanderen ·
 Ronde van Baskenland ·
 Parijs-Roubaix ·
 Amstel Gold Race ·
 Waalse Pijl ·
 Luik-Bastenaken-Luik ·
 Ronde van Romandië ·
 Ronde van Italië ·
 Critérium du Dauphiné ·
 Ronde van Zwitserland ·
 Ronde van Frankrijk ·
 Ronde van Polen ·
 Clásica San Sebastián ·
 EuroEyes Cyclassics ·
 GP Ouest-France Plouay ·
 GP van Quebec ·
 GP van Montreal ·
 Ronde van Spanje ·
  Eneco Tour ·
 Ronde van Lombardije